# ハンズオン・エレクトロニクス
『ハンズオン・エレクトロニクス』(Hands-On Electronics)は、ガーンズバック出版社によって1984年から1989年までアメリカ合衆国で刊行されていたホビイスト向け科学技術雑誌である。

## 歴史と概要
この雑誌は1980年に『ラジオ＝エレクトロニクス スペシャル・プロジェクツ』(Radio-Electronics Special Projects)として創刊された。これは名目上は『ラジオ＝エレクトロニクス』の四半期ごとの付録で、1980年の1号から1984年春号まで10号が発行された。1984年夏号から『ハンズオン・エレクトロニクス』に改名された。1986年1月には隔月刊となり、1986年11月には月刊となった。
長年『ラジオ＝エレクトロニクス』の編集者を務めていたLarry Stecklerが発行者であり、ガーンズバック家からガーンズバック出版社を買収した後は所有者を兼任した。Julian S. Martinが編集者を務めていた。
初期の号は電子工作プロジェクトを集めただけだった。1984年までには、BCL、アマチュア無線、コンピュータに関するコラムが毎月掲載されるようになった。
1982年にZiff Davis社が『ポピュラーエレクトロニクス』を『コンピュータ&エレクトロニクス』に改題し、編集方針を変えてからは、『ハンズオン・エレクトロニクス』は同誌の電子工作愛好家の読者を引きつけた。1985年4月、Ziff Davis社は『コンピュータ&エレクトロニクス』の刊行を停止し、1988年6月にガーンズバック出版社がこの雑誌の権利を買収した。1988年11月号から表紙にポピュラーエレクトロニクスのロゴが追加され、1989年2月号で『ポピュラーエレクトロニクス』に改題した。1999年12月まで発行された。